# Gargantada
La Gargantada, oficialmente Gargantá en asturiano, es una pequeña aldea de la parroquia de Tuilla, en el municipio asturiano de Langreo (España). Está situada a una altitud de 377 m y dista 4 km de La Felguera, a cuya parroquia perteneció hasta el siglo XIX.
En el año 2009 tenía una población de 151 habitantes.
Debe su crecimiento a la llamada Carretera Carbonera (1842) que cruza el lugar, y el auge de la explotación de hulla en la zona. La aldea se compone de barrios o lugares como Los Llanos, La Campuca, El Areneru, El Andaruxu, Los Zaramales, El Llugar de Arriba o La Garapiña. Tiene una capilla dedicada a San Miguel.

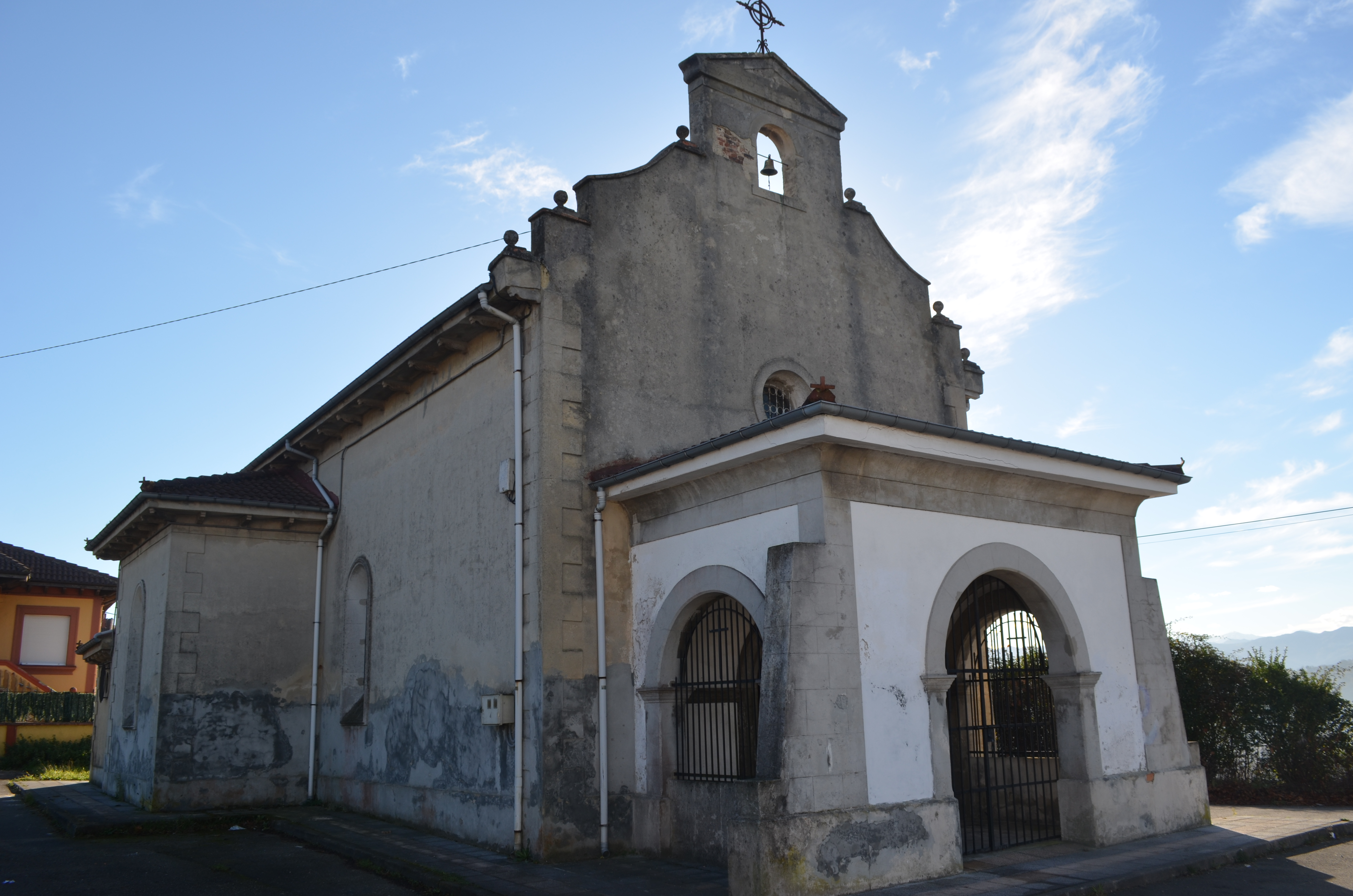
Ermita de Gargantá